# 2002 CZ154
2002 CZ154, também escrito como 2002 CZ154, é um objeto transnetuniano que está localizado no Cinturão de Kuiper, uma região do Sistema Solar. Este objeto é classificado como um cubewano. Ele possui uma magnitude absoluta de 7,5 e tem um diâmetro estimado com cerca de 139 km.

## Descoberta
2002 CZ154 foi descoberto no dia 6 de fevereiro de 2002 pelo astrônomo Marc W. Buie.

## Órbita
A órbita de 2002 CZ154 tem uma excentricidade de 0,065 e possui um semieixo maior de 43,716 UA. O seu periélio leva o mesmo a uma distância de 40,864 UA em relação ao Sol e seu afélio a 46,568 UA.